# Grischa Prömel
Grischa Prömel (Stuttgart, 9 de janeiro de 1995) é um futebolista profissional alemão que atua como meia. Atualmente, defende o Hoffenheim.

## Carreira

### Rio 2016
Grischa Prömel fez parte do elenco da Seleção Alemã de Futebol nas Olimpíadas de 2016.